# VG-21
La  VG-21  es una carretera nacional española que tiene una longitud aproximada de 9 km, sirve de acceso este a la ciudad de Vitoria por el Este desde la  A-1 . Todo su recorrido es una carretera convencional. Originalmente era un tramo perteneciente a la  N-I  que había sido renombrado como N-104, pero desde el año 2019 adoptó la nomenclatura actual según la Ley 5/2018, de 29 de noviembre, de tercera modificación de la Ley reguladora del Plan General de Carreteras del País Vasco.